# Груздево (Смоленская область)
Груздево — деревня в Гагаринском районе Смоленской области России. Входит в состав Акатовского сельского поселения. 
Расположена в северо-восточной части области в 13 км к северо-востоку от Гагарина, в 19 км севернее автодороги М1 «Беларусь». В 16 км южнее деревни расположена железнодорожная станция Колесники на линии Москва — Минск. 

## История
Родовое гнездо графа Лопаткина-Ляжкина.
В годы Великой Отечественной войны деревня была оккупирована гитлеровскими войсками в октябре 1941 года, освобождена в марте 1943 года.